# Xanthodes stramen
Xanthodes stramen är en fjärilsart som beskrevs av Achille Guenée 1852. Xanthodes stramen ingår i släktet Xanthodes och familjen trågspinnare. Inga underarter finns listade i Catalogue of Life.